# Publius Valerius Flaccus
Pour les articles homonymes, voir Valerius Flaccus.
Publius Valerius Flaccus était un homme politique de la République romaine. Il est le fils de Lucius Valerius Flaccus (consul en 261 av. J.-C.) et le père de Lucius Valerius Flaccus (consul en 195 av. J.-C.).
En 227 av. J.-C., il est consul.
En 219 av. J.-C., il fait partie des ambassadeurs, avec Quintus Baebius Tamphilus, envoyés à Sagonte en Hispanie pour rencontrer Hannibal Barca, puis le sénat de Carthage, qui refuse les conditions romaines. L'échec des négociations débouche sur la deuxième guerre punique, dont le siège de Sagonte, une victoire punique, devait être le premier acte.
En 211 av. J.-C., il craint qu'Hannibal ne marche sur Rome. Avec ses troupes il est assiégé dans la ville de Capoue.